# Nudiantennarius
Nudiantennarius is een monotypisch geslacht van straalvinnige vissen uit de familie van voelsprietvissen (Antennariidae).

## Soort
- Nudiantennarius subteres (Smith & Radcliffe, 1912)